# رجل الفأس (نيو أورلينز)
رجل الفأس في نيو أورلينز هوَ سفاح نَشط في مدينة نيو أورلينز في ولاية لويزيانا، كما امتدَ نشاطه إلى المجتمعات القريبة مِثل مدينة غريتنا، استمر نشاطه بين شهر مايو 1918 حتى شهر أكتوبر 1919، ولكن عدد من التقارير الصحفية نشرت أنَّ جرائم مماثلة حصلت في وقت مُبكر في عام 1911، ولكن هذه التقارير ما تزال موضع تساؤل.

## روابط خارجية
- مكتبة الجريمة: رجل الفأس في نيو أورلينز
- أشباح البراري: رجل الفأس في نيو أورلينز
- 1919: سفاح نيو أورلينز على حافة الهاوية تايمز بيكايون
- رجل الفأس جاءَ من الجحيم ISBN 1-58980-898-3